# Flémalle-Grande
Flémalle-Grande (Waals: Li Grande Flémåle) is een plaats en deelgemeente van Flémalle in de Belgische provincie Luik. Tot 1977 was Flémalle-Grande een zelfstandige gemeente.

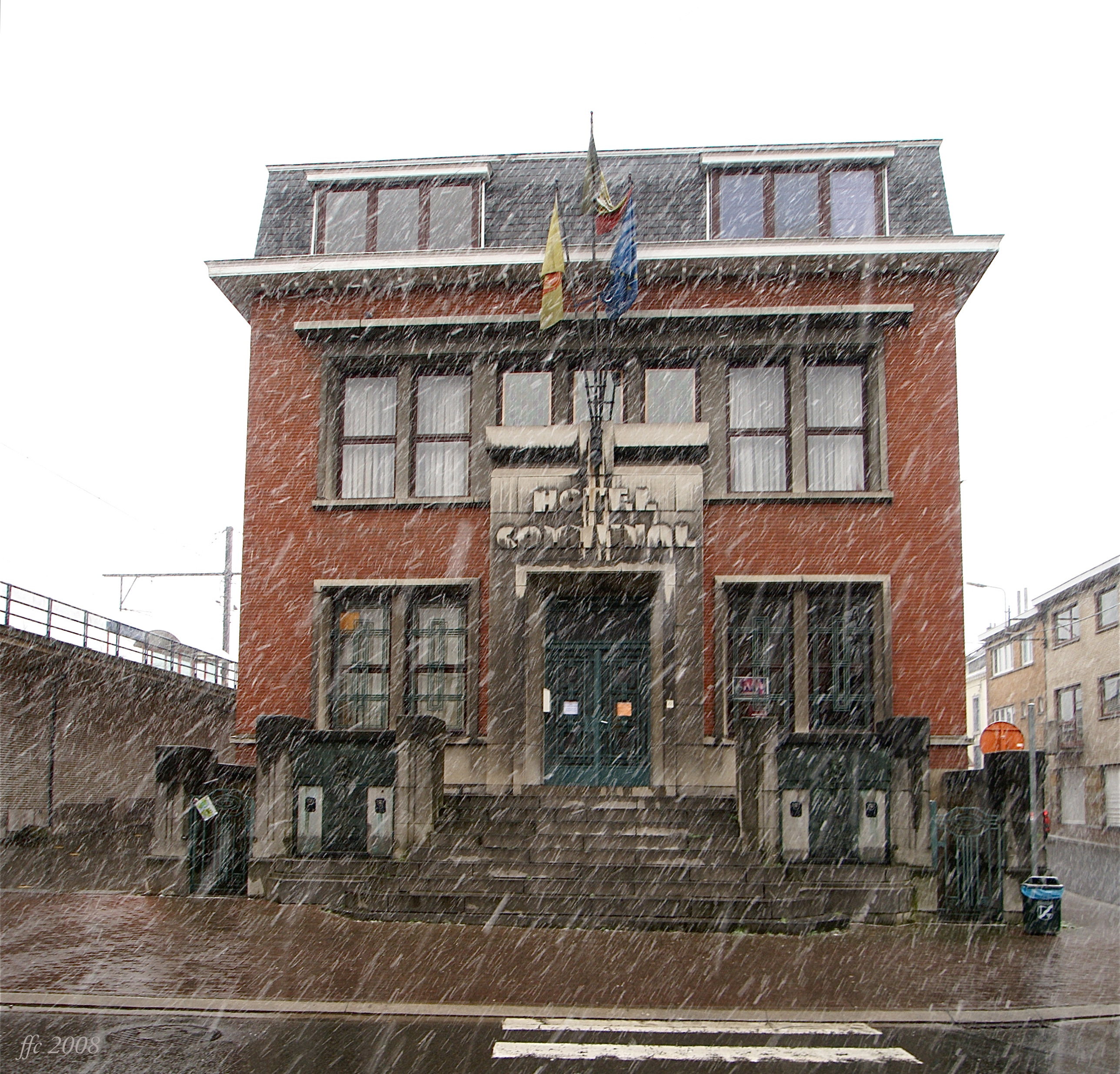
Het voormalige gemeentehuis.

## Geschiedenis
Dit gebied was reeds bewoond in de Romeinse tijd. In de 11e en 12e eeuw was het gebied van de twee Flémalles opgedeeld tussen de Luikse Sint-Laurentiusabdij en het Luikse Sint-Pieterskapittel, wat vooral bezittingen had in Flémalle-Haute.
In 1205 kwam ook een bescheiden wereldlijke heerlijkheid tot stand, waarvan enkele heren als de trois frères de Flémalle bekendheid verwierven tijdens de Awans- en Warouxoorlog. Vanaf de 15e eeuw begon het Sint-Pieterskapittel met het exploiteren van steengroeven en kalkovens. De steenkoolwinning is tot de 14e en 15e eeuw terug te voeren, maar in 1955 sloot de laatste steenkoolmijn. Ook aluin werd gewonnen, en wel vanaf de 12e eeuw, met een piek in de 16e en 17e eeuw. In de 19e eeuw verdween deze nijverheid.
De landbouw was vroeger van grote betekenis, maar deze verdween omdat het grondgebied uiteindelijk vrijwel geheel door woningen en bedrijvigheid werd ingenomen. Er was één kleine parochiekerk voor beide Flémalles, en wel in Flémalle-Grande. Ook de Hospitaalridders vestigden zich hier, en stichtten een kerk die in 1304 aan Johannes de Doper werd gewijd, de patroonheilige van de Hospitaalridders. In 1762 werd de Mattheusparochie in Flémalle-Haute opgericht, welke onderhorig was aan het Sint-Pieterskapittel.

## Demografische ontwikkeling
- Bronnen:NIS, Opm:1831 tot en met 1970=volkstellingen

## Geografie

### Nabijgelegen kernen
Flémalle-Haute, Souxhon, Mons-lez-Liège, Jemeppe-sur-Meuse, Ivoz

### Bezienswaardigehden
- Het Fort Flémalle, onderdeel van de Forten rond Luik
- De Sint-Jan-de-Doperkerk
- De Maagd der Armenkerk, een modern kerkgebouw aan de Rue de la Fontaine 262, in de wijk Profondval

### Natuur en landschap
De kern van Flémalle-Grande ligt in het Maasdal, waar zich het centrum en de kerk bevindt en waar ook de spoorlijn en de hoofdweg verloopt. Van daar verloopt een weg naar het Haspengouws Plateau, waar ook een aantal grote woonwijken liggen, zoals Profondval.
De steenkoolwinning, door de Charbonnages de Marihaye en de Société anonyme des Charbonnages de Gosson-Kessales is van grote invloed op de streek geweest. Twee terrils, nu omgevormd tot bosrijk natuurgebied, zijn nog aanwezig. Naar het zuiden toe vindt men het Maasdal, waar zich vroeger de Cokerie Flémalle bevond en wat nu tot logistiek bedrijventerrein is omgevormd. Daar ligt ook Petite-Flémalle, wat een onderdeel is van Flémalle-Haute.

## Bekende inwoners

### Geboren
- André Cools (1927-1991), politicus
- Jean-Marie Léonard (1943-2021), politicus
- Daniel Fedrigo (1950), politicus

Deelgemeenten: Awirs · Chokier · Flémalle-Grande · Flémalle-Haute · Gleixhe · Ivoz-Ramet · Mons-lez-Liège

Overige plaatsen: Cahottes · Souxhon

Belgische gemeenten · arrondissement Luik · provincie Luik · Wallonië